# Giancarlo Bellini
Giancarlo Bellini (Crosa, 15 settembre 1945) è un ex ciclista su strada e ciclocrossista italiano.
Professionista dal 1971 al 1979, nel 1976 si aggiudicò la classifica scalatori al Tour de France.

## Carriera
Dopo aver vinto il Giro d'Italia dilettanti nel 1970, passò al professionismo l'anno dopo con la Molteni di Eddy Merckx. Dopo tre anni da gregario, senza aver conseguito alcuna vittoria, passò alla Brooklyn di Patrick Sercu e Roger De Vlaeminck.
Nel 1975 vinse il Giro di Campania e una tappa al Tour de Suisse; una tappa al Tour de Romandie nel 1976 e un'altra nel 1977. Colse il suo successo più prestigioso al Tour de France 1976, quando riuscì a giungere al traguardo finale di Parigi indossando la maglia a pois, simbolo del vincitore della classifica scalatori. Passato alla Zonca nel 1978, vinse ancora una tappa nel Giro della Svizzera e una al Giro d'Italia, con arrivo in salita sul Monte Trebbio.
Con la maglia della Nazionale disputò i campionati del mondo di ciclismo su strada 1975 ed un'edizione dei mondiali di ciclocross.

## Palmarès
- 1970 (dilettanti)

Classifica generale Giro d'Italia dilettanti
- 1975 (Brooklyn, due vittorie)

Giro di Campania
6ª tappa Tour de Suisse (Lugano > Silvaplana)
- 1976 (Brooklyn, una vittoria)

3ª tappa Tour de Romandie (Leysin > Bassecourt)
- 1977 (Brooklyn, una vittoria)

4ª tappa, 1ª semitappa Tour de Romandie (Bulle > Savigny)
- 1978 (Zonca, due vittorie)

12ª tappa Giro d'Italia (Poggibonsi > Monte Trebbio)
9ª tappa, 1ª semitappa Tour de Suisse (Lugano > Silvaplana)

### Altri successi
- 1976 (Brooklyn)

Classifica scalatori Tour de France

## Piazzamenti

### Grandi giri
- Giro d'Italia

1971: 53°
1972: 33°
1974: 47º
1978: 12º
- Tour de France

1974: 26º
1976: 16º

### Classiche monumento
- Milano-Sanremo

1973: 95º
1974: 117º
1977: 137º
1978: 125º
- Liège-Bastogne-Liège

1975: 23º

### Competizioni mondiali
- Campionati del mondo

Yvoir 1975 - In linea: ritirato